# Viridigona costaricensis
Viridigona costaricensis är en tvåvingeart som beskrevs av Stefan Naglis 2003. Viridigona costaricensis ingår i släktet Viridigona och familjen styltflugor.
Artens utbredningsområde är Costa Rica. Inga underarter finns listade i Catalogue of Life.